# 津田喜章
津田 喜章（つだ よしあき、1972年11月9日 - ）は、NHKのチーフアナウンサー。

## 人物
宮城県石巻高等学校を経て北海道大学農学部を卒業後、1997年入局。
入局以来、東北地方での勤務を続けている。仙台放送局に赴任してから実に18年間のも間、1度も異動していないが、これはNHKの正職員アナウンサーでは極めて異例である。テレビで定時ニュースを担当する際、冒頭の挨拶をしない（「おはようございます、こんにちは、こんばんは、」とは言わない）ことが多く、定時ニュースの最後の挨拶の場面でも、切り替わったカメラに一礼をするものの挨拶をしない。また、ラジオの定時ニュースを担当する際も、余程時間が余った場合等を除いては、自身の名前を名乗らないことが多い。
- 東北地方での勤務が長くなる中、東日本大震災で実家も被災しふるさとは変わり果て、一部の友人を津波などで亡くすという状況の中で関連報道に取り組む[2]。地元民ということで被災者の声を紹介する番組の担当に指名され、その中で全国から寄せられる「頑張れ、頑張れ」という声に対し「頑張れない人は（無理して）頑張るな」という怒りのメッセージを発し、ネット上などで「怒れるアナウンサー」として注目を集めるようになる。[2]
- この姿勢は以後も変わっておらず、放送ではなかなか伝えきれない被災地の真の姿を知ってほしいと、番組・ブログなどで情報を発信し続けている[3]。
- 2024年1月1日に発生した令和6年能登半島地震について、1月13日放送の『被災地からの声 次の一歩』オープニング後の挨拶で被災者へお悔みの言葉を述べると同時に「東北の私たちも完全に同じことを13年前（東日本大震災）に経験しました。当時は私たちも絶望し、“もう終わった”と思いました。でも、先に被災した私たちは、“いずれ必ず復興に向かう”という事実も知っています。今は信じられないと思いますが、どうか経験者を信じて、何とかあと少し辛抱していただければと思います。」とコメントしている[4]。
- 好きな食べ物は魚介類全般。

## 担当番組
太字は出演中
青森放送局時代（1997年度 - 2000年度）
- 青森県のニュース

秋田放送局時代（2001年度 - 2005年度）
- 秋田県のニュース

仙台放送局時代（2006年度 - ）
- 被災地からの声 次の一歩

※ゆうどきネットワーク➝ゆうどきでも仙台局からこのコーナーを担当した。
- 宮城県・東北地方のニュース
- てれまさむね（ニュースリーダー）
- ウィークエンド東北（2006・2007年度）
- 今夜も生でさだまさし「いざ仙台!独断流さだ政宗」（2011年9月18日未明）

※「まっさんのふるさと通信」コーナーでさだまさしを亘理町に連れて行き、被災地の現状を見せた。なおさだ自身は笑福亭鶴瓶の誘いでその数か月前に『鶴瓶の家族に乾杯』で津田のふるさと石巻市を訪ねている。
- ぬくだまりの宿 みちのく亭（ラジオ第1、制作）
- 大雨関連特設ニュース（2023年7月14日・東北地方） - 仙台放送局より東北地方の災害状況を伝えた[注釈 1]。
- 大雨関連特設ニュース（2023年7月16日・全国放送） - 仙台放送局より東北地方の災害状況を伝えた[注釈 2]。